# Aksana (wrestlerka)
Živilė Raudonienė (ur. 29 kwietnia 1982 w Olicie, Litewska Socjalistyczna Republika Radziecka) – litewska modelka fitness, kulturystka, menedżerka wrestlingowa i wrestlerka, bardziej znana z pseudonimu ringowego w federacji World Wrestling Entertainment (WWE) jako Aksana. Pierwsza zawodniczka w historii federacji Florida Championship Wrestling (FCW), która utrzymywała jednocześnie dwa najważniejsze tytuły mistrzowskie kobiet tej promocji – tytuł FCW Divas Championship oraz koronę Queen of FCW.

## Kariera

### Początki kariery – kulturystyka i fitness
W wieku 13 lat rozpoczęła treningi w kulturystyce. Mając 17 lat była najmłodszą uczestniczką zawodów IFBB Arnold Classic Contest 1999 oraz w Mistrzostwach Europy w Fitnessie 1999. Zdobyła również trzy medale (2 srebrne i 1 brązowy) w Amatorskich Mistrzostwach Świata w Kulturystyce. W 2009 wygrała zawody IFBB Arnold Classic Contest w kulturystyce w kategorii Figure International.

### Terytoria rozwojowe WWE i NXT (2009 – 2011)
We wrześniu 2009 wyznała w jednym z wywiadów, że podpisała kontrakt z federacją wrestlingu World Wrestling Entertainment (WWE) i rozpoczęła treningi w federacji rozwojowej Florida Championship Wrestling (FCW). 29 października 2009 zadebiutowała występując w segmencie Divas Halloween Costume contest podczas gali na żywo FCW jako Olga. W kolejnym miesiącu zmieniono jej pseudonim na Aksana po czym zaczęła menedżerować Eli Cottonwooda. W ringu pojawiła się w połowie stycznia 2010 u boku AJ Lee, Savannah i Eve Torres przeciwko drużynie Serena Mancini, Naomi Knight, Courtney Taylor i Liviana. Następnie regularnie występowała w segment-talk show Abrahama Washingtona pt. The Abraham Washington Show. W kolejnych tygodniach brała udział w walkach typu multi-Diva tag team match. W sierpniu 2010 została prowadzącą The Aksana Show, który był spin-offem segmentu Abrahama Washingtona. Pod koniec sierpnia 2010 ogłoszono, że Aksana wejdzie w skład trzeciego sezonu NXT, a jej mentorem zostanie Goldust. We wrześniu 2010 weszła w skład storyline, zgodnie z którym miała problemy z wizą i groziła jej deportacja z terytorium Stanów Zjednoczonych. W kolejnym tygodniu Goldust – jej mentor, aby uchronić Aksanę przed wydaleniem z USA złożył jej propozycję małżeńską (w kayfabe) na co zawodniczka przystała.
W głównym rosterze WWE po raz pierwszy pojawiła się podczas gali Bragging Rights (2010) menedżerując Goldusta w jego rywalizacji z Tedem DiBiase Jr. Na początku listopada 2010 odbyło się wesele Goldusta i Aksany (w kayfabe). Gdy Goldust zechciał pocałować swoją „żonę” został uderzony przez nią otwartą dłonią, po czym Aksana opuściła ring. W kolejnym odcinku NXT Goldust skonfrontował się ze swoją żoną na temat wesela, jednak Aksana oznajmiła, że wyszła za niego tylko dlatego, że chciała pozostać w Stanach Zjednoczonych na co Goldust odpowiedział ustawiając jej walkę z Naomi. W połowie listopada 2010 została wyeliminowana z rywalizacji w NXT.
Na początku lutego 2011 powróciła do FCW zdobywając tytuł Queen of FCW, a następnie weszła w skład heelowej stajni uformowanej przez Maxine, Lucky’ego Cannona, AJ Lee i Damiena Sandowa. Na początku kwietnia pokonała AJ Lee zdobywając tytuł FCW Divas Championship – po tym zwycięstwie stała się pierwszą wrestlerką w FCW, która równocześnie utrzymywała dwa tytuły mistrzowskie kobiet w tej federacji (Queen of FCW i FCW Divas Championship). Tytuł FCW Divas Championship straciła na początku września 2011 na rzecz Audrey Marie, a w listopadzie 2011 utraciła koronę Queen of FCW na rzecz Raquel Diaz.

### Raw i SmackDown (2011 – 2014)
Pierwszą walkę w głównym rosterze (na Raw) odbyła 31 października 2011, gdzie wzięła udział w Divas Halloween Costume battle royal match’u o wyłonienie pretendentki #1 do tytułu WWE Divas Championship, jednak nie wygrała starcia. Pod koniec stycznia 2012 wygrała swoją pierwszą walkę pokonując Natalyę. W kwietniu 2012 zaczęła menedżerować Antonio Cesaro i była jego valetem do września kiedy to Cesaro zerwał z nią sojusz po tym jak odwróciła jego uwagę po czym Cesaro przegrał walkę i stracił tytuł WWE United States Championship na rzecz Santino Marelli. Jeszcze we wrześniu 2012 weszła w alians z Eve Torres i rozpoczęła rywalizację z Kaitlyn. Sojusz z Eve Torres został zakończony w styczniu 2013 po tym jak Eve opuściła WWE.
We wrześniu 2013 weszła w skład stajni diw u boku AJ Lee, Alicii Fox i Layli El, które atakowały uczestniczki reality show Total Divas, a następnie rywalizowała zarówno z Nikki, jak i Brie Bella. W czasie rywalizacji z The Bella Twins, Aksana uformowała regularny tag team z Alicią Fox nazywany mianem Foxsana, który prowadził rywalizację z bliźniaczkami Bella aż do czerwca 2014. W czerwcu 2014 tag team Foxsana uległ rozpadowi po tym jak Fox zaatakowała Aksanę powodując feud pomiędzy byłymi tag team partnerkami. Rywalizacja z Alicią Fox trwała bardzo krótko, gdyż 12 czerwca 2014 Aksana została zwolniona z WWE.

### Tytuły i osiągnięcia

#### Kulturystyka
- National Physique Committee
  - Amatorskie Mistrzostwa Świata w Kulturystyce (World Amateur Bodybuilding Championship)
    -  (2003, 2005)
    -  (2004)

  -  IFBB Arnold Classic Contest (2009)

#### Wrestling
- Florida Championship Wrestling
  - FCW Divas Championship (1 raz)
  - Queen of FCW (1 raz)
- Wrestling Observer Newsletter
  - Najgorsza walka w wrestlingu (Worst Worked Match of the Year; 2013) z AJ Lee, Alicią Fox, Kaitlyn, Rosą Mendes, Summer Rae i Taminą Snuka vs Cameron, Eva Marie, JoJo, Naomi, Natalya i The Bella Twins (Brie Bella i Nikki Bella) – 24 listopada 2013.